# جالن رمزی
جالن لترل رمزی (زاده ۲۴ اکتبر ۱۹۹۴) یک بازیکن فوتبال آمریکایی برای تیم دلفین میامی لیگ ملی فوتبال (ان اف ال) است. او فوتبال کالج را در ایالت فلوریدا بازی کرد و توسط جکسون‌ویل جگوارها به عنوان نفر پنجم در درفت ان اف ال  2016 دعوت شد.
با جگوارها، رمزی به سرعت تبدیل به یکی از برترین بازیکنان کرنر در ان اف ال شد، دو بار کاسه حرفه ای را ساخت و در سال ۲۰۱۷ به عنوان همه حرفه ای معرفی شد، علاوه بر این به جکسونویل کمک کرد تا یک خشکسالی ۱۰ ساله پلی آف را پشت سر بگذارد. با این حال، پس از شکست و بن‌بست با دفتر اصلی جگوارز، او در اواسط فصل ۲۰۱۹ به لس آنجلس رامز مبادله شد. در سال ۲۰۲۰، او با تمدید قرارداد با رامز موافقت کرد که او را به پردرآمدترین خط دفاعی تاریخ لیگ در آن زمان تبدیل کرد. او در فصل خارج از فصل ۲۰۲۳ به میامی دلفین مبادله شد.